# Skytts härads valkrets
Skytts härads valkrets var i riksdagsvalen till andra kammaren 1896–1908 en egen valkrets för Skytts härad med ett mandat. Valkretsen avskaffades vid införandet av proportionellt valsystem i valet 1911, då området gick upp i Malmöhus läns södra valkrets.

## Riksdagsmän
- Nils Andersson, lmp 1897–1899, vänstervilde 1907, högervilde 1908 (1897–1908)
- Jöns Pålsson, lib s (1909–1911)

## Valresultat

### 1896
| Andrakammarvalet i Sverige 1896: Skytts härads valkrets | Andrakammarvalet i Sverige 1896: Skytts härads valkrets | Andrakammarvalet i Sverige 1896: Skytts härads valkrets | Andrakammarvalet i Sverige 1896: Skytts härads valkrets | Andrakammarvalet i Sverige 1896: Skytts härads valkrets |
| Kandidat                                                | Kandidat                                                | Röster                                                  | Röster                                                  | Röster                                                  |
| Kandidat                                                | Kandidat                                                | Antal                                                   | %                                                       | +− %                                                    |
| ------------------------------------------------------- | ------------------------------------------------------- | ------------------------------------------------------- | ------------------------------------------------------- | ------------------------------------------------------- |
|                                                         | Nils Andersson                                          | 265                                                     | 64,8                                                    |                                                         |
|                                                         | J.Å. Sjölin                                             | 121                                                     | 29,6                                                    |                                                         |
|                                                         | Övriga kandidater                                       | 23                                                      | 5,6                                                     |                                                         |
| Antal giltiga röster                                    | Antal giltiga röster                                    | 409                                                     |                                                         |                                                         |
| Kasserade röster                                        | Kasserade röster                                        | 3                                                       |                                                         |                                                         |
| Totalt                                                  | Totalt                                                  | 412                                                     |                                                         |                                                         |

- Valdeltagandet var 30,5%.

### 1899
| Andrakammarvalet i Sverige 1899: Skytts härads valkrets | Andrakammarvalet i Sverige 1899: Skytts härads valkrets | Andrakammarvalet i Sverige 1899: Skytts härads valkrets | Andrakammarvalet i Sverige 1899: Skytts härads valkrets | Andrakammarvalet i Sverige 1899: Skytts härads valkrets |
| Kandidat                                                | Kandidat                                                | Röster                                                  | Röster                                                  | Röster                                                  |
| Kandidat                                                | Kandidat                                                | Antal                                                   | %                                                       | +− %                                                    |
| ------------------------------------------------------- | ------------------------------------------------------- | ------------------------------------------------------- | ------------------------------------------------------- | ------------------------------------------------------- |
|                                                         | Nils Andersson                                          | 275                                                     | 59,0                                                    | ▼5,8                                                    |
|                                                         | Olof Tonning                                            | 186                                                     | 39,9                                                    |                                                         |
|                                                         | Övriga kandidater                                       | 5                                                       | 1,1                                                     |                                                         |
| Antal giltiga röster                                    | Antal giltiga röster                                    | 466                                                     |                                                         |                                                         |
| Kasserade röster                                        | Kasserade röster                                        | 2                                                       |                                                         |                                                         |
| Totalt                                                  | Totalt                                                  | 468                                                     |                                                         |                                                         |

Valet ägde rum den 19 augusti 1899. Valdeltagandet var 31,9%.

### 1902
| Andrakammarvalet i Sverige 1902: Skytts härads valkrets | Andrakammarvalet i Sverige 1902: Skytts härads valkrets | Andrakammarvalet i Sverige 1902: Skytts härads valkrets | Andrakammarvalet i Sverige 1902: Skytts härads valkrets | Andrakammarvalet i Sverige 1902: Skytts härads valkrets |
| Kandidat                                                | Kandidat                                                | Röster                                                  | Röster                                                  | Röster                                                  |
| Kandidat                                                | Kandidat                                                | Antal                                                   | %                                                       | +− %                                                    |
| ------------------------------------------------------- | ------------------------------------------------------- | ------------------------------------------------------- | ------------------------------------------------------- | ------------------------------------------------------- |
|                                                         | Nils Andersson                                          | 235                                                     | 95,5                                                    | ▲36,5                                                   |
|                                                         | Närmaste kandidat                                       | 6                                                       | 2,5                                                     |                                                         |
|                                                         | Övriga kandidater                                       | 5                                                       | 2,0                                                     |                                                         |
| Antal giltiga röster                                    | Antal giltiga röster                                    | 246                                                     |                                                         |                                                         |
| Kasserade röster                                        | Kasserade röster                                        | 1                                                       |                                                         |                                                         |
| Totalt                                                  | Totalt                                                  | 247                                                     |                                                         |                                                         |

Valet ägde rum den 13 september 1902. Valdeltagandet var 13,8%.

### 1905
| Andrakammarvalet i Sverige 1905: Skytts härads valkrets | Andrakammarvalet i Sverige 1905: Skytts härads valkrets | Andrakammarvalet i Sverige 1905: Skytts härads valkrets | Andrakammarvalet i Sverige 1905: Skytts härads valkrets | Andrakammarvalet i Sverige 1905: Skytts härads valkrets |
| Kandidat                                                | Kandidat                                                | Röster                                                  | Röster                                                  | Röster                                                  |
| Kandidat                                                | Kandidat                                                | Antal                                                   | %                                                       | +− %                                                    |
| ------------------------------------------------------- | ------------------------------------------------------- | ------------------------------------------------------- | ------------------------------------------------------- | ------------------------------------------------------- |
|                                                         | Nils Andersson (Prop.)                                  | 501                                                     | 68,6                                                    | ▼26,9                                                   |
|                                                         | E. Nilsson i Trelleborg                                 | 224                                                     | 30,7                                                    |                                                         |
|                                                         | Övriga kandidater                                       | 5                                                       | 0,7                                                     |                                                         |
| Antal giltiga röster                                    | Antal giltiga röster                                    | 730                                                     |                                                         |                                                         |
| Kasserade röster                                        | Kasserade röster                                        | 1                                                       |                                                         |                                                         |
| Totalt                                                  | Totalt                                                  | 731                                                     |                                                         |                                                         |

Valet ägde rum den 15 september 1905. Valdeltagandet var 35,3%.

### 1908
| Andrakammarvalet i Sverige 1908: Skytts härads valkrets | Andrakammarvalet i Sverige 1908: Skytts härads valkrets | Andrakammarvalet i Sverige 1908: Skytts härads valkrets | Andrakammarvalet i Sverige 1908: Skytts härads valkrets | Andrakammarvalet i Sverige 1908: Skytts härads valkrets |
| Kandidat                                                | Kandidat                                                | Röster                                                  | Röster                                                  | Röster                                                  |
| Kandidat                                                | Kandidat                                                | Antal                                                   | %                                                       | +− %                                                    |
| ------------------------------------------------------- | ------------------------------------------------------- | ------------------------------------------------------- | ------------------------------------------------------- | ------------------------------------------------------- |
|                                                         | Jöns Pålsson                                            | 576                                                     | 50,9                                                    |                                                         |
|                                                         | Olof Tonning (protektionist)                            | 554                                                     | 48,9                                                    |                                                         |
|                                                         | Övriga kandidater                                       | 2                                                       | 0,2                                                     |                                                         |
| Antal giltiga röster                                    | Antal giltiga röster                                    | 1 132                                                   |                                                         |                                                         |
| Kasserade röster                                        | Kasserade röster                                        | 0                                                       |                                                         |                                                         |
| Totalt                                                  | Totalt                                                  | 1 132                                                   |                                                         |                                                         |

Valet ägde rum den 13 september 1908. Valdeltagandet var 73,2%.